# حادث قطار هاتفيلد
حادث قطار هاتفيلد في 17 أكتوبر 2000، في هاتفيلد، هارتفوردشاير، المملكة المتحدة. انحرف قطار ركاب خلال الحادث عن السكة بسبب التعب المعدني، مما أسفر عن مقتل أربعة أشخاص وإصابة أكثر من 70.
على الرغم من أن الحادث لم يسفر عن عدد كبير من القتلى، فإنه فضح اختلالات غي عمل شركة Railtrack المسؤولة عن البنية التحتية الوطنية للسكك الحديدية. وجدت التقارير أنه كان هناك نقص في التواصل ولم يكن بعض الموظفين على دراية بإجراءات الصيانة. استبدلت Railtrack لاحقًا بالإدارة الجديدة Network Rail.

## روابط خارجية
- ملخص ORR: انحراف قطار هاتفيلد (نسخة أرشيف)
- ORR التقرير النهائي من قبل مجلس التحقيق المستقل (نسخة من الأرشيف)
- Hatfield Rail Disaster - OpenLearn من الجامعة المفتوحة
- تغطية أخبار بي بي سي نيوز في العمق - تحطم هاتفيلد